# Little Dorrit
Little Dorrit is een roman geschreven door Charles Dickens en oorspronkelijk gepubliceerd als feuilleton tussen 1855 en 1857. Het verhaal gaat over Amy Dorrit, het jongste kind van haar familie, die geboren en opgevoed is in de Marshalsea, een gevangenis voor schuldenaren in Londen. Arthur Clennam komt haar tegen nadat hij na 20 jaar weg te zijn geweest terug thuiskomt, klaar om zijn leven opnieuw te beginnen.
De roman persifleert enkele tekortkomingen van de overheid en maatschappij, zoals de institutie van schuldenaren gevangenissen, waar schuldenaren worden gevangengezet, niet in staat om te werken en toch opgesloten tot ze hun schulden hadden terugbetaald. De gevangenis in dit geval is de Marshalsea, waar de Dickens' eigen vader opgesloten is geweest. Dickens bekritiseert ook de onbekwame bureaucratie van de Britse overheid, die in deze roman in de vorm van de fictieve "Circumlocation Office" aanneemt. Dickens persifleert ook de stratificatie van de maatschappij als gevolg van het Britse klassensysteem.

## Ontwikkeling
Het personage Little Dorrit (Amy) was volgens sommigen geïnspireerd door Mary Ann Cooper (geboren als Mitton). Dickens bezocht haar familie soms en noemde haar bij die naam. Ze woonden in The Cedars, een huis aan Hatton Road; hier kwam later het oostelijk deel van de luchthaven Heathrow.

## Publicatiegeschiedenis
Boek Een - Armoede
- I - december 1855 (hoofdstukken 1-4)
- II - januari 1856 (hoofdstukken 5-8)
- III - februari 1856 (hoofdstukken 9-11)
- IV - maart 1856 (hoofdstukken 12-14)
- V - april 1856 (hoofdstukken 15-18)
- VI - mei 1856 (hoofdstukken 19-22)
- VII - juni 1856 (hoofdstukken 23-25)
- VIII - juli 1856 (hoofdstukken 26-29)
- IX - augustus 1856 (hoofdstukken 30-32)
- X - september 1856 (hoofdstukken 33-36)

Boek Twee – Rijkdom
- XI – oktober 1856 (hoofdstukken 1–4)
- XII – november 1856 (hoofdstukken 5–7)
- XIII – december 1856 (hoofdstukken 8–11)
- XIV – januari 1857 (hoofdstukken 12–14)
- XV – februari 1857 (hoofdstukken 15–18)
- XVI – maart 1857 (hoofdstukken 19–22)
- XVII – april 1857 (hoofdstukken 23–26)
- XVIII – mei 1857 (hoofdstukken 27–29)
- XIX en XX – juni 1857 (hoofdstukken 30–34)

De roman werd dan uitgegeven als boek door Bradbury en Evans in 1857.

## Betekenis en ontvangst
Zoals veel van de latere fictie van Dickens, heeft deze roman veel terugnames van kritisch fortuin gezien. Het is een kritiek op HM Treasury en de blunders die leiden tot de dood van 360 Britse soldaten in de Slag bij Balaklava. Gevangenschap, letterlijk en figuurlijk, is een groot thema van de roman, met Clennam en de Meagles in quarantaine in Marseilles, Rigaud opgesloten voor moord, mrs. Clennam opgesloten in haar huis, de Dorrits opgesloten in de Marshalsea, en een groot deel van de karakters opgesloten in het strikt gedefinieerde Engels sociale klassensysteem van die tijd.
Tsjaikovski, een gulzige lezer en frequente bezoeker van het theater wanneer hij niet aan het componeren was, was gefascineerd door het boek.
Franz Kafka, een grote bewonderaar van Dickens, stuurde een kopie naar Felice Bauer. "Gisteren stuurde ik je Little Dorrit. Je kent het goed. Hoe konden we Dickens vergeten. Het is waarschijnlijk geen goed boek om helemaal te lezen met de kinderen, maar delen ervan zullen jou en de kinderen zeker veel plezier brengen."
De Amerikaanse kritiek Anne Stevenson spreekt over Little Dorrit als "een wonderlijk boek, een tragisch, komisch, satirisch, poëtisch, mysterieus verhaal dat een gelijkenis van liefde blijkt te zijn." Ze prijst de karakterisatie van de "hoofdpersonages" (Arthur Clennam, mr. Dorrit en Little Dorrit), maar ziet de anderen als "een cast van muppets waarvan de meester-showman het niet kan laten om hen te taggen met stereotypische zinnen ... De naam van elk karakter is een gids voor het entertainment dat men kan verwachten: de energieke mr. Pancks raakt zijn haar altijd omhoog en blaast stoom af als een sleepboot, mr. Sparkler klaagt over "verdomd prachtige vrouwen zonder flauwekul rond hun", mr. Flintwinch, met zijn verwrongen nek een scheve das, verdraait zichzelf altijd in sinistere hoeken."

## Personages
- Rigaud: Europese man die in de gevangenis in Marseilles wacht op het proces over zijn moord op zijn vrouw. Hij verwacht en eist van mensen dat ze hem als een heer behandelen, hoewel hij anderen niet behandelt zoals een heer dat zou doen. Hij is ook gekend als Lagnier in een herberg in Frankrijk nadat hij de jury ervan overtuigd dat hij onschuldig is, hoewel het grotendeel van Frankrijk weet dat hij schuldig is. In Engeland is hij gekend als Blanois, met een plan voor afpersing.
- John Baptist Cavalletto: Italiaanse man die wacht op het proces voor zijn kleine smokkelen in Marseilles, en wordt in dezelfde cel als Rigaud gezet. Hij gaat naar Engeland en vestigt zich in Bleeding Heart Yard door zijn connectie met Arthur Clennam.
- Arthur Clennam: Na zijn terugkomst uit China spendeert hij enkele weken in quarantaine in Marseilles nadat hij door een gebied is gereisd waar een plaag bezig was. Hij is een 40-jarige vrijgezel en ontmoet zijn nieuwe vrienden in de quarantaine. Hij is een man van zijn woord en een vriendelijke man, met vaardigheden in business.
- Mrs. Clennam: Vrouw van vader van Arthur Clennam, die het familiebedrijf regelde in Londen. Ze was opgevoed in een strikte en wrede religieuze sekte, en leeft nog zoals ze dit in haar kindertijd deed. Ze hield Arthur bij zich in Londen tot hij betrapt werd met een vriendin, zij en de ouders van het meisje keurden beide de connectie af. Ze stuurde hem weg naar China om met zijn vader te gaan werken.
- Mr. Gilbert Clennam: Oom van Arthur Clennams vader, ook degene die het familiebedrijf opstartte. Hij verplichte Arthurs vader, die hij opvoedde, om zijn huwelijk dat hij wilde op te geven om te trouwen met een vrouw die zijn oom voor hem koos. Gilbert Clennam leeft niet meer in het verhaal, maar 40 jaar eerder, wanneer Arthur geboren was.
- Biologische moeder van Arthur Clennam: Zij wordt in het verhaal niet bij naam genoemd, er wordt voor haar enkel 'de biologische moeder van Arthur' en 'de eerste vrouw van zijn vader' gebruikt. Zij werd weggeduwd door mrs. Clennam en Gilbert Clennam.
- Affery: Later mrs. Flintwinch. Zij verzorgt mrs. Clennam en Arthur voor hij naar China vertrok. Ze is bang van haar echtgenoot en haar minnares. Ze hoort de geluiden van het gebouw, wat voor haar mysterieus is.
- Mr. Jeremiah Flintwinch: Klerk voor het Clennam bedrijf tot Arthur aankondigt dat hij bij zijn terugkomst naar Londen niet in het familiebedrijf zal werken. Mr. Flintwinch is opgevoed om partner van mrs. Clennam te worden. Nadat mrs. Clennam invalide wordt en veel verzorging nodig heeft, beslist ze dat Flintwinch en Affery zouden moeten trouwen, wat ze dan ook doen. Na de poging tot afpersing vlucht hij uit Londen en wordt er gezegd dat hij gekend was als mijnheer van Flijntevijnge in Amsterdam en Den Haag.
- Mr. Meagles: Engelsman die met zijn vrouw, dochter en de meid van zijn dochter door Europa reist. Hij is een gepensioneerde bankier. Hij en zijn familie worden, nadat ze door een gebied met een plaag reizen, in quarantaine gezet in Marseilles, ook al zijn ze niet ziek. Hij wordt bevriend met Arthur Clennam.
- Mrs. Meagles: Vrouw van mr. Meagles en moeder van hun dochter.
- Minnie Meagles: Dochter van mr. en mrs. Meagles, overlevende van een tweeling. Ze is een mooie jonge vrouw, verwend door haar ouders en wordt door hen Pet genoemd.
- Tattycoram: Meid van Minnie Meagles. Zij was een wees die werd binnen genomen door de Meagles. Ze is jonger dan Minnie, heeft donker haar en een temperament dat snel naar woede gaat. Haar naam was Harriet Beadle. Ze leeft met de familie in Twickenham, en daarna met Miss Wade in Londen en Calais tot ze terugkeert naar de Meagles.
- Miss Wade: Ook een reiziger in quarantaine in Marseilles. Zij is afstandelijk, maar maakt een connectie met Tattycoram. Ze was ooit verleid door Henry Gowan. Zij heeft een link met Rigaud, doordat hij de waardevolle doos met de familiepapieren van de familie Clennam bij haar liet.
- Mr. William Dorrit: Ongeveer 30 jaar voor het verhaal begint gaat hij de schuldenaren gevangenis de Marshalsea binnen met zijn vrouw en twee kinderen. Na verloop van tijd wordt hij de "vader van de Marshalsea" gebaseerd op zijn sociale gedragingen, zo onderhoudt hij ook de verwachtingen van de sociale klas waarin hij is opgegroeid. Hij doet geen moeite om het probleem op te lossen waarvoor hij in de gevangenis belandde.
- Mrs. Dorrit: Zij kwam met haar kinderen een dag later dan haar echtgenoot in de gevangenis aan. Ze was zwanger en beviel ongeveer zeven maanden later van hun derde kind en tweede dochter. Mrs. Dorrit stierf toen het meisje ongeveer acht jaar oud was.
- Edward Dorrit: Het oudste kind van de Dorrits, ook Tip genoemd, die de gevangenis binnenging toen hij ongeveer drie jaar oud was. Hij wordt later een gokker.
- Fanny Dorrit: De oudste dochter van de Dorrits, zij ging de gevangenis toen ze twee jaar oud was. Ze wordt een knappe en actieve jonge vrouw, die een dansopleiding doet in het theater. Ze trouwt later met Edmund Sparkler.
- Amy Dorrit: Zij is geboren in de gevangenis en wordt Little Dorrit genoemd. Ze wordt iemand die voor anderen zorgt, met een gevoelig hart en is praktisch om genoeg geld te verdienen om te eten en te leven met haar vader in de gevangenis, het emotionele en praktische hart van haar familie. Ze is 22 jaar oud bij het begin van het verhaal.
- Frederick Dorrit: Oudere broer van William en oom van Edward, Fanny en Amy. Hij is artistiek en speelt een muziekinstrument om geld te verdienen nadat de financiën van zijn familie uiteen vielen. Zijn karakter is niet hetzelfde als dat van zijn jongere broer. In zijn jongere tijd had hij een huis voor artistieke mensen en nam de moeder van Arthur Clennam, die een zangeres was, in huis.
- Young John Civery: Hij is de zoon van John Civery, die hoopt om zijn positie aan het slot in de Marhalsea gevangenis snel te overhandigen. Young John is verliefd op Little Dorrit, maar deze verliefdheid is niet wederzijds. Hij helpt haar wanneer hij kan, zo hielp hij Pancks met zijn "waarzegger" taak om de Dorrits met hun erfenis te linken.
- Mrs. Finching: Ze is nu een weduwe, maar in haar jonge dagen was Flora verliefd op Arthur Clennam. Wanneer hij terugkwam naar Engeland, had ze nog hoop dat hij opnieuw verliefd zou worden op haar, ook al is ze erg veranderd. Ze brengt humor met zich mee als ze een scene binnenkomt, ze spreekt Arthur nooit aan als mr. Clennam, wat gepast zou zijn op dat moment. Haar vader is mr. Casby.
- Mr. Finchings tante: Wanneer haar echtgenoot sterft, erft mrs. Finching de zorg van zijn tante, die spreekt met woorden van opstandigheid die nooit echt duidelijk zijn voor anderen.
- Mr. Christopher Casby: Hij wordt door zijn misleidend vriendelijke vertoning en lang grijs haar ook De Aartsvader genoemd. Voor hem staat geld boven alles op één, terwijl hij voor de wereld een ander beeld onderhoudt. Hij is de eigenaar van het domein van Bleeding Heart Yard, en zijn dochter is Flora.
- Mr. Pancks: Huurophaler voor mr. Casby. Hij wordt bevriend met Arthur Clennam, en leeft zich uit met zijn interesse in mensen met hun erfenissen matchen, waarin hij zichzelf de "waarzegger" noemt.
- Mr. Rugg: Advocaat van mr. Pancks en Doyce en Clennam. Hij is ook de huisbaas van Pancks. Hij hielp met het "waarzeggers" werk om de Dorrits met hun erfenis te linken.
- Daniel Doyce: Hij is een investeerder van mechanische apparaten, met een spoor van succes in Parijs en Sint-Petersburg. Hij is terug in Engeland met de ijdele hoop om een patent te krijgen op een apparaat dat hij had uitgevonden. Hij heeft een bedrijf in Bleeding Heart Yard. Hij ontmoette Arthur Clennam voor het eerst in het Circumlocution Department. Hij is bevriend met mr. Meagles en ziet Arthur Clennam als man van financiën en zakenpartner.
- Mr. Edmund Sparkler: Een domme, elite, jonge man die verliefd wordt op de danseres Fanny Dorrit. Ze ontmoeten elkaar opnieuw wanneer de Dorrits rijk zijn, en hij vraagt haar uit tot ze akkoord gaat om met hem te trouwen. Voor mr. Merdle (zijn "gouverneur") faalt, verzekert hij een positie voor Sparkler in het Circumlocution Office.
- Mrs. Merdle: Moeder van Edmund Sparkler en hertrouwt met mr. Merdle. Ze vindt haar sociale match in Fanny Dorrit. Ze wordt ook 'de Boezem' genoemd.
- Mr. Merdle: In de periode van de rijken voor de Dorrits, is hij de "man van de eeuw", een bankier en investeerder. Het nieuws van zijn succes in investeringen gaat als een lopend vuurtje rond, en iedereen zet hun geld bij hem of wil hun geld bij hem zetten. Zijn plannen falen, wat bekend wordt na zijn zelfmoord.
- Mr. Henry Gowan: Knappe jonge man, familie van de familie Barnacle, maar niet dicht genoeg om meer dan een klein jaarlijks inkomen te hebben van zijn moeder. Hij is een artiest om een beetje geld bij te verdienen. Hij vraagt Minnie Meagles uit en trouwt met haar rond de tijd dat de Dorrits rijk worden. Hij wordt financieel gesteund door zijn schoonfamilie. Het jonge koppel ontmoet de Dorrits wanneer ze beiden door Europa aan het reizen zijn.
- Mr. Tite Barnacle: Medewerker in het Circumlocution Department in Londen. Hij is deel van de getitelde familie Barnacles. Arthur ontmoet hem eerst in zijn doorzettingsvermogen om de schuldeiser te leren kennen die William Dorrit in schuldenaren gevangenis houdt, en vervolgens om patenten voor Doyces uitvinding te krijgen, beiden onsuccesvolle initiatieven.
- Mr. Ferdinand Barnacle: Jonger lid van de nobele familie en bevriend met Henry Gowan. Hij bezoekt Arthur Clennam in de Marshalsea gevangenis, blij om te weten te komen dat het Circumlocution Office hem niet in de schuldenaren gevangenis opsloot, en probeert de waarde van het niets doen van zijn kantoor uit te leggen aan Arthur.
- Mr. Plornish: Stukadoor die met zijn familie in Bleeding Heart Yard woont. Hij was kort in de Marshalsea gevangenis, waar hij William Dorrit en Little Dorrit ontmoette. Hij is bevriend met Little Dorrit. Later hebben hij en zijn vrouw een winkel, met financiering van William Dorrit voor hij Engeland verliet.
- Mrs. Plornish: Vrouw van de stukadoor en goede vriend van John Baptist Cavalletto toen die aankwam in Bleeding Heart Yard, en bevriend met Arthur Clennam.
- Mr. Nandy: Vader van mrs. Plornish. Hij woont met de familie van zijn dochter wanneer hun financiën verbeteren. Anders moet hij in het armenhuis wonen. Hij is de arme man die William Dorrit toelaat om hem te bezoeken. Wanneer Little Dorrit met hem van het Plornish huis naar de gevangenis wandelt is het een reden tot grote ruzie tussen en vader en dochter omdat ze gezien werd met een man van een armenhuis.
- Maggy: Jonge vrouw die onderontwikkeld is door een ziekte. Ze is bevriend met Little Dorrit en noemt haar kleine moeder, omdat Maggy groter is dan Little Dorrit.
- Mrs. General: Weduwe ingehuurd door William Dorrit om zijn dochters te leiden in de manieren van de maatschappij wanneer de familie rijk is. Ze is trots dat ze geen gevoelens toont en altijd kalm praat. Ze is goed "gelakt".
- Ephraim Flintwinch: Tweelingbroer van Jeremiah, hij woont in Antwerpen. Hij nam de biologische moeder van Arthur in huis toen mrs. Clennam haar wegstuurde en zorgde voor haar tot ze stierf rond de tijd dat Arthur wegging met zijn vader. Voor Arthur terugkwam, gaf Jeremiah hem de originele papieren over het testament van de oom en brieven geschreven door de moeder. Rigaud vermoordt Ephraim om de doos documenten te verkrijgen.

## Samenvatting verhaallijn

### Armoede
De roman begint in Marseille "dertig jaar geleden" (ca. 1826), waar de beruchte moordenaar Rigaud aan zijn celgenoot John Baptist Cavalletto vertelt hoe hij zijn vrouw had vermoord voor hij voor de rechter werd gebracht. Zakenman Arthur Clennam is samen met andere reizigers in Marseille in quarantaine gezet. Hier bevriend hij de verkooplieden mr. en mrs. Meagles, hun verwende dochter "Pet" en hun meid, een weesmeisje genaamd Harriet Beadl, die de bijnaam Tattycoram heeft gekregen van de familie. Een andere reiziger, Miss Wade, toont interesse in de rebelse Tattycoram. Arthur heeft de afgelopen twintig jaar met zijn vader in China gespendeerd, waar hij dat deel van het familiebedrijf regelde. Zijn vader stierf recent in China en dus keert Arthur nu terug naar London om zijn moeder, mrs. Clennam, te zien.

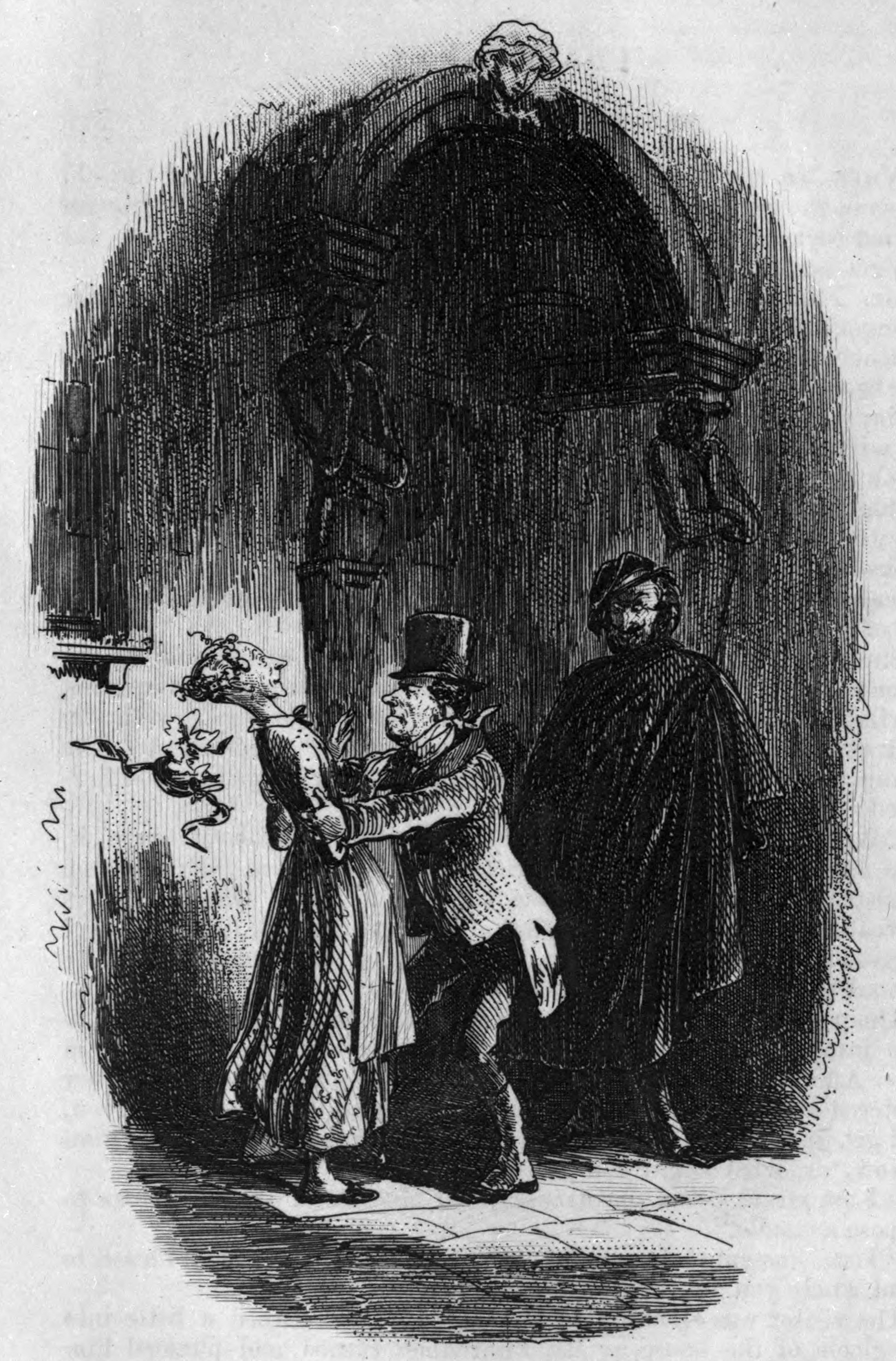
Mr. Flintwinch heeft een milde aanval van irritatie

Terwijl Arthurs vader op zijn sterfbed lag, gaf zijn vader hem, al murmelend "voor je moeder", een horloge met vanbinnen een boodschap aan Arthur om aan zijn moeder te geven. Arthur geeft het horloge aan mrs. Clennam. In het horloge is er een oud stukje zijdepapier met de initialen NV (niet vergeten) in verwerkt met kralen. Arthur vraagt naar de boodschap, maar de meedogenloze mrs. Clennam, die nu een rolstoel gebruikt, weigert om hem te vertellen wat het betekent. Arthur vertelt haar dat hij het familiebedrijf niet gaat verderzetten en zoekt op zichzelf naar nieuwe kansen. Jeremiah dringt mrs. Clennam aan op de fout die ze maakte door Arthur niet te vertellen over het verleden. 
William Dorrit, opgesloten als schuldenaar, is al meer dan twintig jaar een bewoner in Londen in de Marshalsea schuldenaren gevangenis. Hij heeft drie kinderen: Edward (gekend als Tip), Fanny en Amy. Zijn jongste dochter, Amy, was geboren in de gevangenis is en wordt liefkozend Little Dorrit genoemd. Hun moeder stierf toen Amy acht jaar was. Tip is recent zelf opgesloten voor zijn eigen gokschulden en de ambitieuze Fanny leeft buiten de gevangenis met Williams oudere broer, Frederick. Ze werkt als een danseres in de muziekhal (waar Frederick de klarinet speelt) en heeft de aandacht getrokken van de rijke maar saaie Edmund Sparker. Little Dorrit, toegewijd aan haar vader, ondersteunt hen beide door haar naaiwerk en is vrij om in en uit de gevangenis te gaan. Ter ere van haar vader, die beschaamd is om zijn financiële positie toe te geven, vermijdt Little Dorrit om haar werk buiten de gevangenis te bespreken of zijn onvermogen om de gevangenis te verlaten. Mr. Dorrit neemt de rol van vader aan in de Marshalsea, en wordt erg gerespecteerd door de bewoners, alsof hij had gekozen om er te wonen.
Nadat Arthur aan zijn moeder meedeelt dat hij het familiebedrijf niet gaat verderzetten, kiest mrs. Cennam haar klerk Jeremiah Flintwinch als haar zakenpartner. Wanneer Arthur te weten komt dat mrs. Clennam Little Dorrit in dienst neemt als naaister en ongewoon vriendelijk tegen haar is, vraagt hij zich af of het jonge meisje iets te maken heeft met het mysterie van het horloge. Arthur volgt haar naar de Marshalsea. Hij probeert tevergeefs informatie te verkrijgen over William Dorrits schulden in het Circumlocution Office door zich voor te doen als weldoener voor Little Dorrit, haar vader en broer, maar verkrijgt geen informatie. Op hetzelfde moment benadert Rigaud, die vrij is gelaten door gebrek aan bewijs, mrs. Clennam onder de naam Blandois en chanteert haar en Flintwinch om hem een plek in hun bedrijf te geven.
In het Circumlocution Office ontmoet Arthur de succesvolle investeerder Daniel Doyce. Doyce wilt een partner en een zakenman in zijn fabriek, Arthur gaat ermee akkoord om die functie te vervullen. Arthur komt Cavalletto tegen wanneer die gewond is geraakt door een koets in Londen en helpt hem om medische hulp te verkrijgen. Cavalletto hoopt dat hij Blandois nooit meer zal zien. Little Dorrit wordt verliefd op Arthur, maar hij heeft dit niet door. Hij is verliefd op Pet Meagles, maar is teleurgesteld wanneer ze met de knappe, maar wrede artiest Henry Gowan trouwt. Kort na Pet's huwelijk, krijgt de familie Meagles een klap wanneer Tattycoram wegloopt en bij miss Wade gaat wonen.
Arthur en zijn vroegere fiancee Flora Finching, de reden dat hij weg werd gestuurd naar China, leren elkaar weer kennen. Zij is nu een weduwe en zorgt voor de tante van haar overleden echtgenoot. Haar vader, mr. Casby is de eigenaar van veel huurwoningen, en zijn huurophaler, mr. Pancks, neemt het vuile werk van Casby's verhoogde huur incasseren op zich. De onvermoeibare Pancks ontdekt dat William Dorrit de verloren erfgenaam is van een grote erfenis. Met die erfenis zou hij zijn schulden kunnen afbetalen, zo uit de gevangenis worden vrijgelaten en de status van de hele familie veranderen. Dorrit, terug rijk, vermijdt onmiddellijk alle herinneringen aan zijn verleden, en verbiedt de Little Dorrit, nu met een gebroken hart, om Arthur nog te zien.

### Rijkdom
De nu rijke Dorrits beslissen dat ze Europa zouden moeten doorreizen als een nieuwe gerespecteerde rijke familie. Ze reizen door de Alpen en wonen voor een tijdje in Venetië, waarna ze uiteindelijk in Rome wonen. In Rome tonen ze hun trots over hun verworven rijkdom en positie, en weigeren ze om hun nieuwe vrienden over hun verleden te vertellen. Little Dorrit heeft er moeite mee om zich aan te passen aan hun rijkdom en nieuwe sociale positie, maar enkel haar oom Frederick begrijpt haar. Fanny en Tip passen zich snel aan aan de regels van de maatschappij. Ook mr. Dorrit past zich snel aan, maar toch is hij bang dat iemand de waarheid over zijn verleden in de Marshalsea zal ontdekken. Hij wil dat dat verhaal in zijn verleden blijft. Mr. Dorrit wordt op een feestje in Rome ziek, en sterft in hun verblijf. Zijn broer Frederick, overstuur door de dood van zijn broer, sterft dezelfde nacht. Little Dorrit, nu helemaal alleen, keert terug naar Londen en verblijft bij de net getrouwde Fanny en haar echtgenoot, de domme Edmund Sparkler. Op hetzelfde moment verdwijnt Blandois en wordt mrs. Clennam verdacht voor zijn moord.

### Financiële crisis

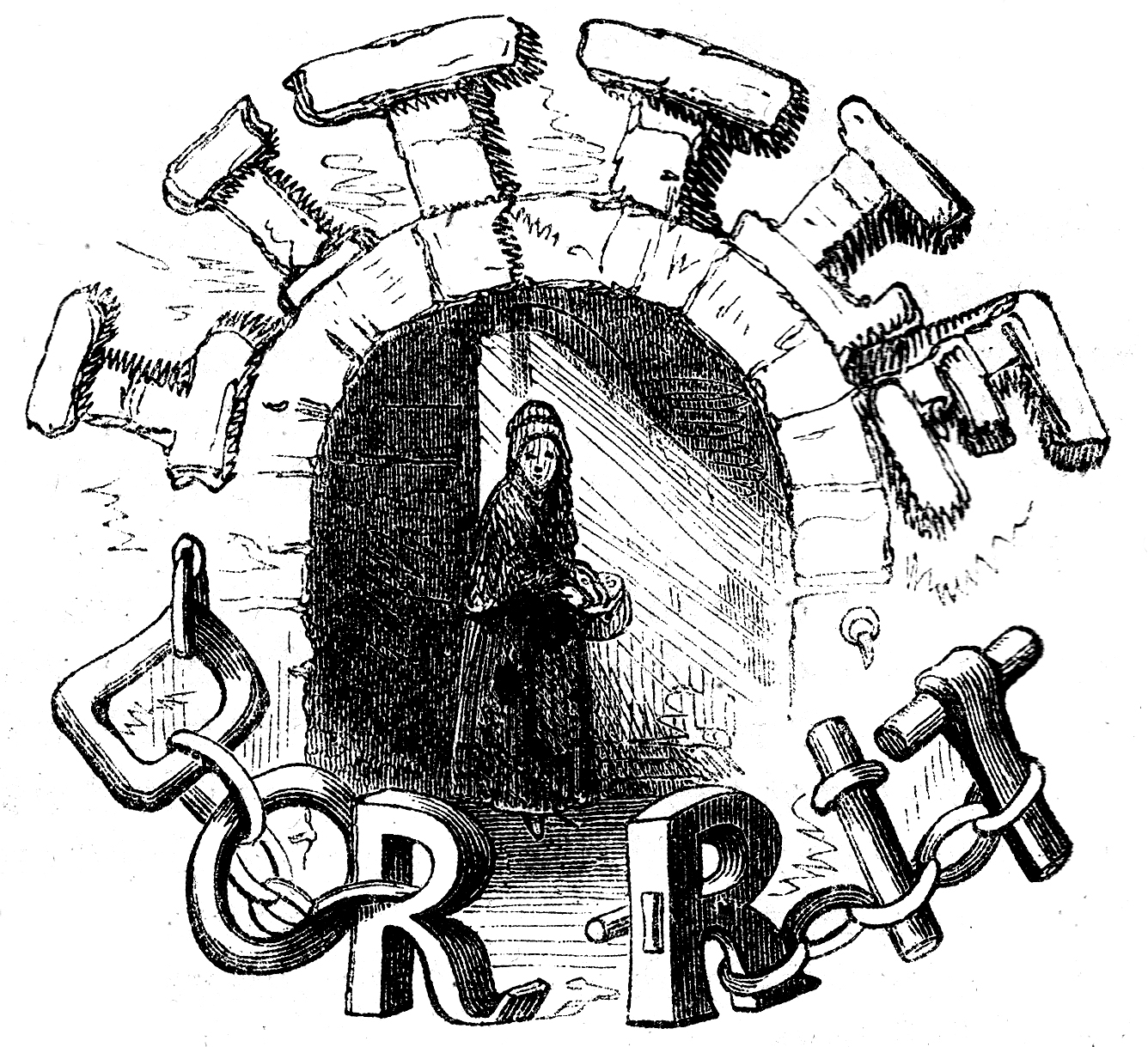
Inscriptie van "Little Dorrit", 1856

Het financiële huis van Merdle, de stiefvader van Edmund Sparkler, eindigt met de zelfmoord van Merdle. De ineenstoriting van zijn bank en investeringsbedrijf nemen het spaargeld van de Dorrits, het bedrijf van Doyce en Clennam, Arthur Clennam en Pancks met zich mee. Pancks voelt zich enorm schuldig over dat hij Clennam ervan overtuigde dat Merdle de financiële man van het uur was en dat het een investering zou zijn, en geen speculatie zoals Clennam dacht. Beschaamd en zonder manier om de schulden van het bedrijf af te betalen, wordt Clennam opgesloten in de Marshalsea, waar hij ziek wordt. Wanneer Little Dorrit in Londen aankomt, verzorgt ze hem beetje bij beetje tot hij weer beter is.
Cavalletto spoort, op verzoek van Arthur, Blandois op en brengt hem naar Arthur in de Marshalsea. De waarheid van het verleden van mrs. Clennam wordt onthuld door Blandois en bevestigd door Jeremiah wanneer ze beide met mrs. Clennam in haar huis zijn, op de dag dat ze hadden afgesproken in de Marshalsea. Haar huwelijk was geregeld door haar ouders en zijn oom, hoewel Clennams oom Gilbert wist dat zijn neef al getrouwd was. Mrs. Clennam stond erop dat ze kleine Arthur zou opbrengen en zo zijn biologische moeder, de eerste vrouw van zijn vader, zou weigeren om hem te zien. Mrs. Clennam denkt dat het haar recht is, onder het mom van haar religie, om anderen te straffen. Ze was gekwetst en gebruikte haar macht om anderen te kwetsen.
Athurs biologische moeder stierf rond de tijd dat arthur naar China vertrok. In haar jongere tijd werd ze lid van een huis van artistieke mensen in Londen. Mr. Clennams rijke oom Gilbert, gestoken door spijt, liet een erfenis na aan de biologische moeder van Arthur en aan de jongste dochter van haar beschermer of het jongste kind van zijn broer als ze geen dochter zou hebben, terwijl Arthur in China was met zijn vader. De beschermer was Frederick Dorrit, de vriendelijk muzikant die les had gegeven aan en vrienden was geworden met Arthurs biologische moeder, en de begunstigde is zijn nicht, Amy Dorrit. Nadat hij mrs. Clennam aanspoort om de waarheid te vertellen en zij weigert om dit te doen, gaf Jermiah de nacht dat Arthur thuiskwam de papieren met het testament met de erfenis van de oom aan zijn tweelingbroer. De volgende dag vertelde hij aan mrs. Clennam dat hij de papieren had verbrand.
Blandois liet een kopie van de papieren die hij van Jeremiahs broer verkreeg in de Marshalsea voor Little Dorrit.
Mrs. Clennam vertelt Little Dorrit niet over haar erfenis en geeft deze ook niet aan haar hoewel ze haar wel aanneemt als naaister. Ook vertelde ze Arthur niet over zijn biologische moeder, maar Arthur had het gevoel dat zijn vader zelfs op het moment dat hij stierf een soort last van het verleden op zijn schouders droeg. Niet bereid om toe te geven aan de chantage van Blandois en met een beetje spijt staat de stevige vrouw op van haar stoel, wankelt uit haar huis en gaat naar de Marshalsea om de geheimen aan Little Dorrit te onthullen. Mrs. Clennam smeekt om vergiffenis, die het goedaardige meisje haar geeft. Onderweg naar huis valt mrs. Clennam en ziet het Clennam huis voor haar ogen ineenstorten, waar Blandois in verongelukt. Dit zorgt ervoor dat ze haar stem en ledematen nooit meer zal kunnen gebruiken. Affery was buiten haar minnares aan het zoeken en Jeremiah was uit Londen gevlucht voor de ineenstorting met zoveel geld als hij kon vinden. In plaats van hem te kwetsen, kiest Little Dorrit ervoor om het testament, dat haar boven Arthur zette, niet te onthullen, maar zal hem over zijn ouders vertellen na zijn moeder sterft.
Mr. Meagles stopt, in zijn zoektocht naar de originele papieren, in Frankrijk om het aan Miss Wade te vragen. Zij heeft deze, maar ontkent dit. Tattycoram, die lijdt onder het sadistische temperament van Miss Wade, volgt Meagles terug naar Londen met de papieren en toont deze aan hem. Hij geeft deze aan Little Dorrit. Wanneer Arthur gezond is en ze op het punt staan om te trouwen, vraagt Little Dorrit hem om de papieren te verbranden. Mr. Meagles zoekt vervolgens Athurs zakenpartner Daniel Doyce op in het buitenland. Doyce keert terug als een rijke en succesvolle man, die het regelt om alle schulden te kwijten voor de vrijlating van Arthur. Arthur wordt vrijgelaten van de gevangenis met zijn fortuin herboren, zijn positie met Doyce verzekerd en zijn gezondheid verbeterd. Arthur en Little Dorrit trouwen.

## Afzonderlijke verhaallijnen
Little Dorrit bevat meerdere afzonderlijke verhaallijnen. Een daarvan gaat over de vrienden van Arthur Clennam, de goedaardige familie Meagles, die kwaad zijn wanneer hun dochter Pet met de artiest Henry Gowan trouwt en wanneer hun meid en pleegdochter Tattycoram van hen wordt weggelokt door de sinistere Miss Wade, een kennis van Rigaud, een crimineel. Miss Wade wordt gestuurd door haar woede en was een gedumpte lieverd van Gowan. Een ander afzonderlijke verhaallijn gaat over de Italiaan John Baptist Cavalletto, die de celgenoot was van Rigaud in Marseilles, hoewel hij opgesloten was voor een kleine misdaad. Hij gaat naar Londen, komt toevallig Clennam tegen, die voor hem garant staat wanneer hij zijn bedrijf in houtwerk opricht en acceptatie verkrijgt van de bewoners van Bleeding Heart Yard. Cavalletto bedankt hem hiervoor door te zoeken naar Blandois/Rigaud wanneer Arthur hem gevonden wil hebben. Deze actie veroorzaakt de onthulling van de geheimen die mrs. Clennam voor zichzelf hield.
De andere grote afzonderlijke verhaallijn is de satire van de Britse bureaucratie, genoemd als het Circumlocution Office, waar de expertise is over hoe het niet te doen.

## Adaptaties
Little Dorrit is vijf keer geadapteert als film of serie, waarvan de eerste drie in 1913, 1920 en 1934. In de Duitse adaptatie van 1934, Kleine Dorrit, speelde Anny Ondra als Little Dorrit en Mathias Wieman als Arthur Clennam. De film was geregisseerd door Karel Lamač. De vierde adaptatie, in 1987, was een Engelse speelfilm met dezelfde titel als de roman, geregisseerd door Christine Edzard. Alec Guinness speelde William Dorrit en Derek Jacobi speelde Arthur Clennam, ondersteund door een cast van meer dan 300 Britse acteurs.
De vijfde adaptatie was een tvserie mede geproduceerd door de BBC en WGBH Boston, geregisseerd door Andrew Davies. Claire Foy speelde Little Dorrit, Andy Serkis speelde Rigaud/Blandois, Matthew Macfadyen speelde Arthur Clennam, Tom Courtenay speelde William Dorrit, Judy Parfitt speelde mrs. Clennam en Alun Armstrong speelde Jeremiah en Ephraim Flintwinch. De serie was op tv tussen oktober en december in 2008 in het Verenigd Koninkrijk, in april in 2009 op PBS's Masterpiece in de Verenigde Staten, en in juni en juli in 2010 op ABC1 TV in Australië.
In 2001 zendde BBC Radio 4 een radio-adaptatie uit met afleveringen van vijf uur lang, waarin Sir Ian McKellen de verteller was.
Little Dorrit is de achtergrond van Peter Ackroyds debuut roman, The Great Fire of London (1982).
Dickens verhaal zorgde voor inspiratie voor de webcomic The Adventures of Dorrit Little gemaakt door de artiest Monica McKelvey Johnson.